# Haliclona tenuispiculata
Haliclona tenuispiculata är en svampdjursart som beskrevs av Burton 1934. Haliclona tenuispiculata ingår i släktet Haliclona och familjen Chalinidae. Inga underarter finns listade i Catalogue of Life.